# 梁公卿
梁公卿（1945年—），男，广西钦州人，中华人民共和国政治人物，曾任西藏自治区人民政府副主席，云南省人民政府副省长，云南省人大常委会副主任。